# ابیدوس
ابیدوس (به عربی: أبیدوس، به انگلیسی: Abydos) نام شهری در مصر باستان است که از تاریخی‌ترین شهرهای مصر علیا به‌شمار می‌رود. این شهر در ۱۱ کیلومتری رود نیل و دو شهر امروزین العربة المدفونة و بلینا قرار دارد. نام این شهر در نوشته‌های باستانی مصری به خط هیروگلیف اِبدجو (3bdw  یا AbDw) ذکر شده‌است که به معنای «تپهٔ نشان» یا «تپهٔ یادگاردان» است و اشاره به یادگاردانی دارد که در این شهر برای نگهداری سر ازیریس وجود داشت.
به عنوان یکی از مهم‌ترین مکان‌های باستانی مصر، ابیدوس در گذشته شهری مقدس بود که معابد بسیاری به همراه گورستان‌های ویژه را در خود جای داده؛ گورستان‌هایی چون ام‌القعاب که فرعون‌های دوره‌های نخستین دودمانی مصر را در خود جای داده‌اند. این مقبره‌ها باعث ارزش و اعتبار بسیار والایی برای این شهر شدند و فرعون‌ها و شهبانوهای دوران‌های پسین نیز آنجا را به منظور به خاک سپرده شدن انتخاب می‌کردند.
امروزه ابیدوس بیشتر به دلیل معبد ستی یکم شناخته شده‌است؛ معبدی که در آن فهرستی از نام پادشاهان تاریخی مصر حکاکی شده و با نام فهرست پادشاهان ابیدوس خوانده می‌شود. این فهرست نام فرعون‌ها از منس تا رامسس یکم، پدر ستی، را در بر می‌گیرد. معبد بزرگ و بیشتر بخش‌های شهر باستانی در زیر ساختمان‌های به نسبت جدیدتر در شمال معبد ستی دفن شده‌اند. بسیاری از آثار این شهر به دلیل ساختمان‌سازی آسیب دیده‌اند و دستبردهای زیادی به آثار باستانی زده شده‌است.

## نگارخانه

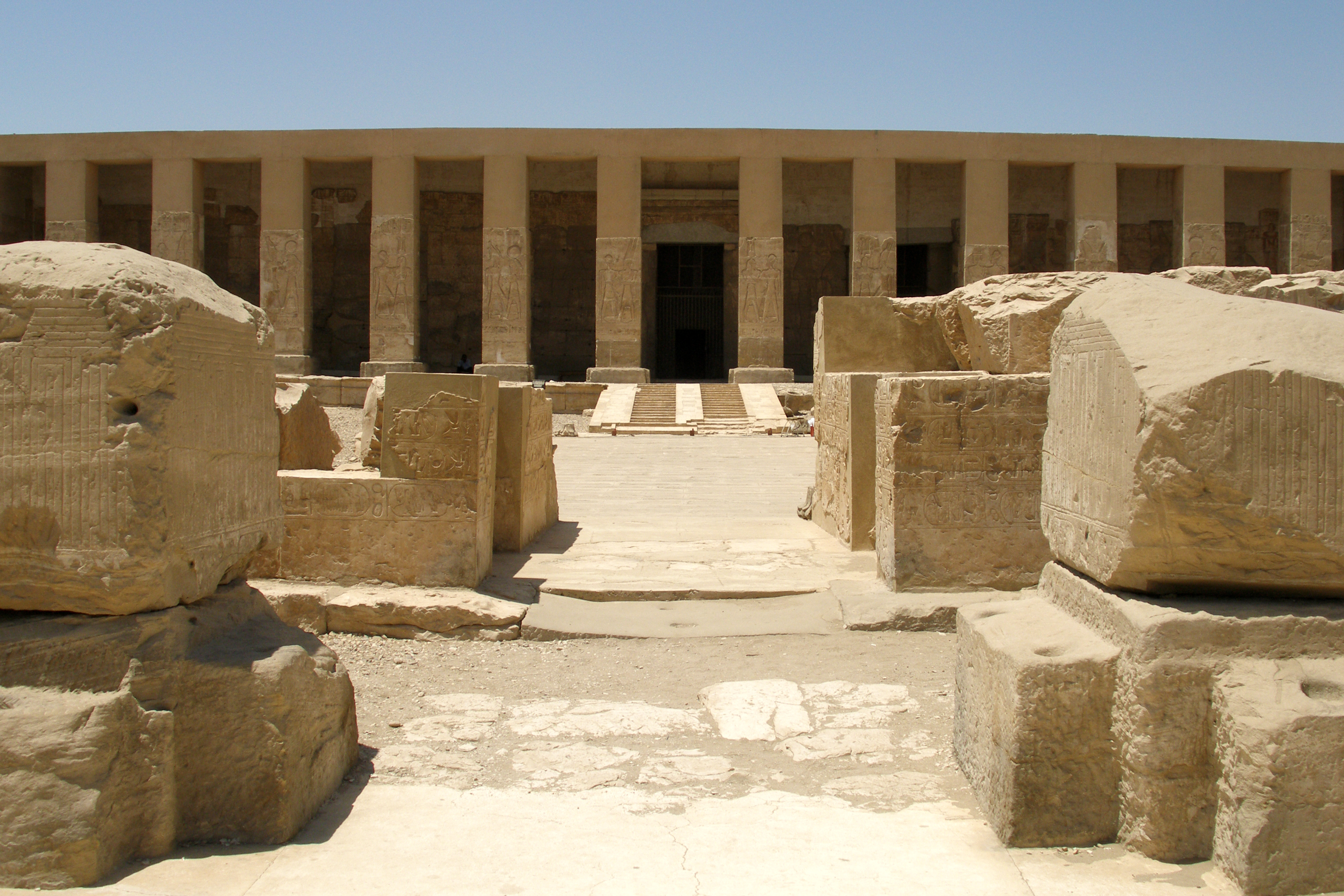
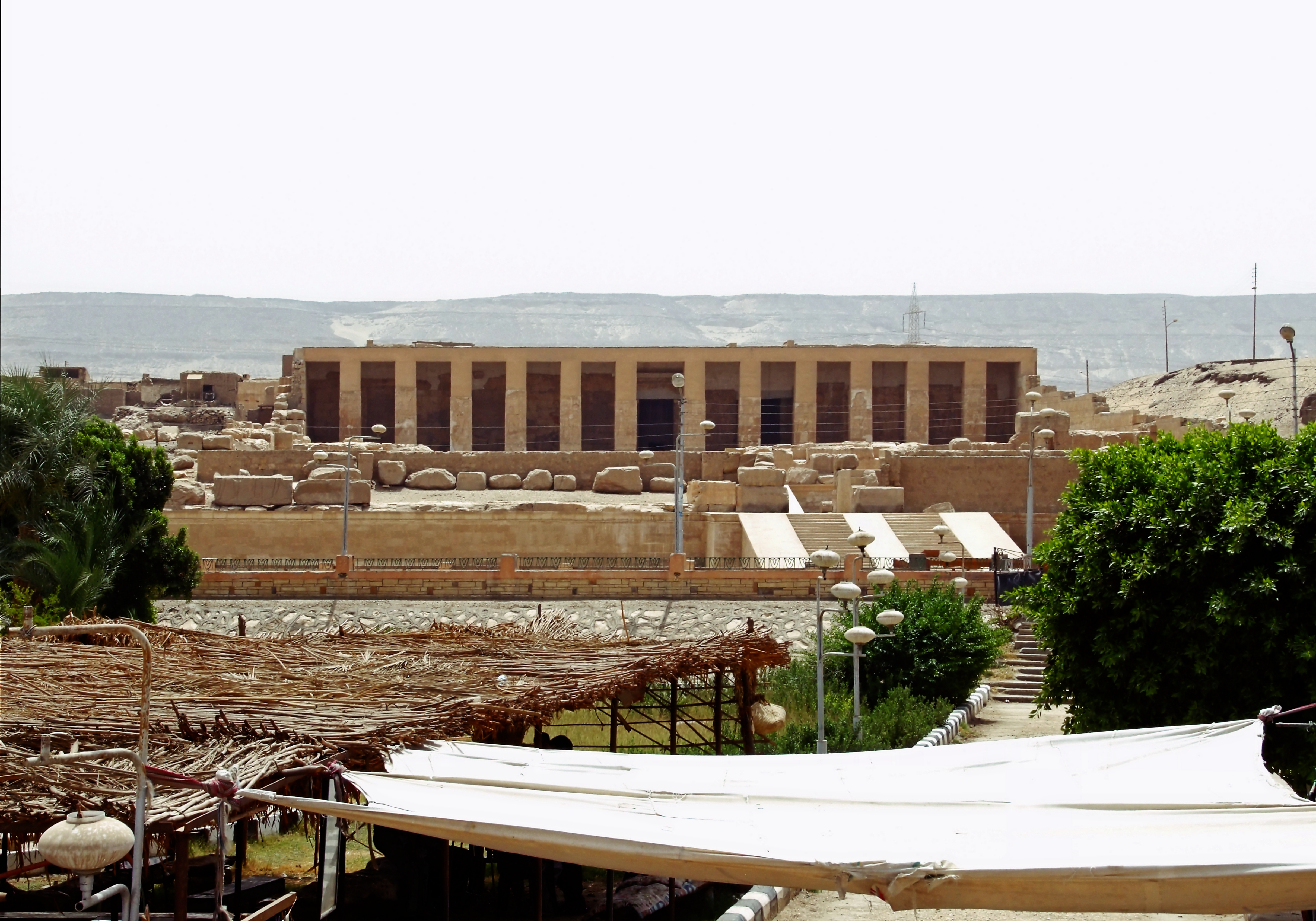
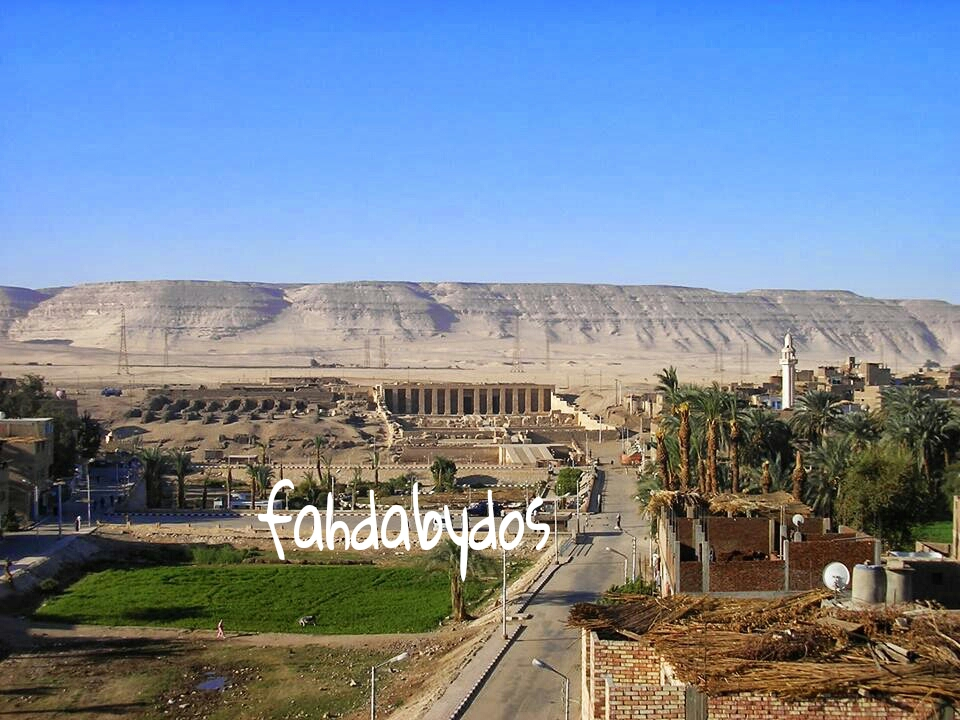
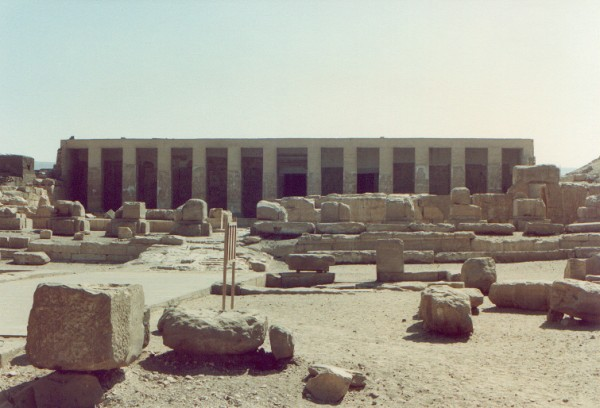
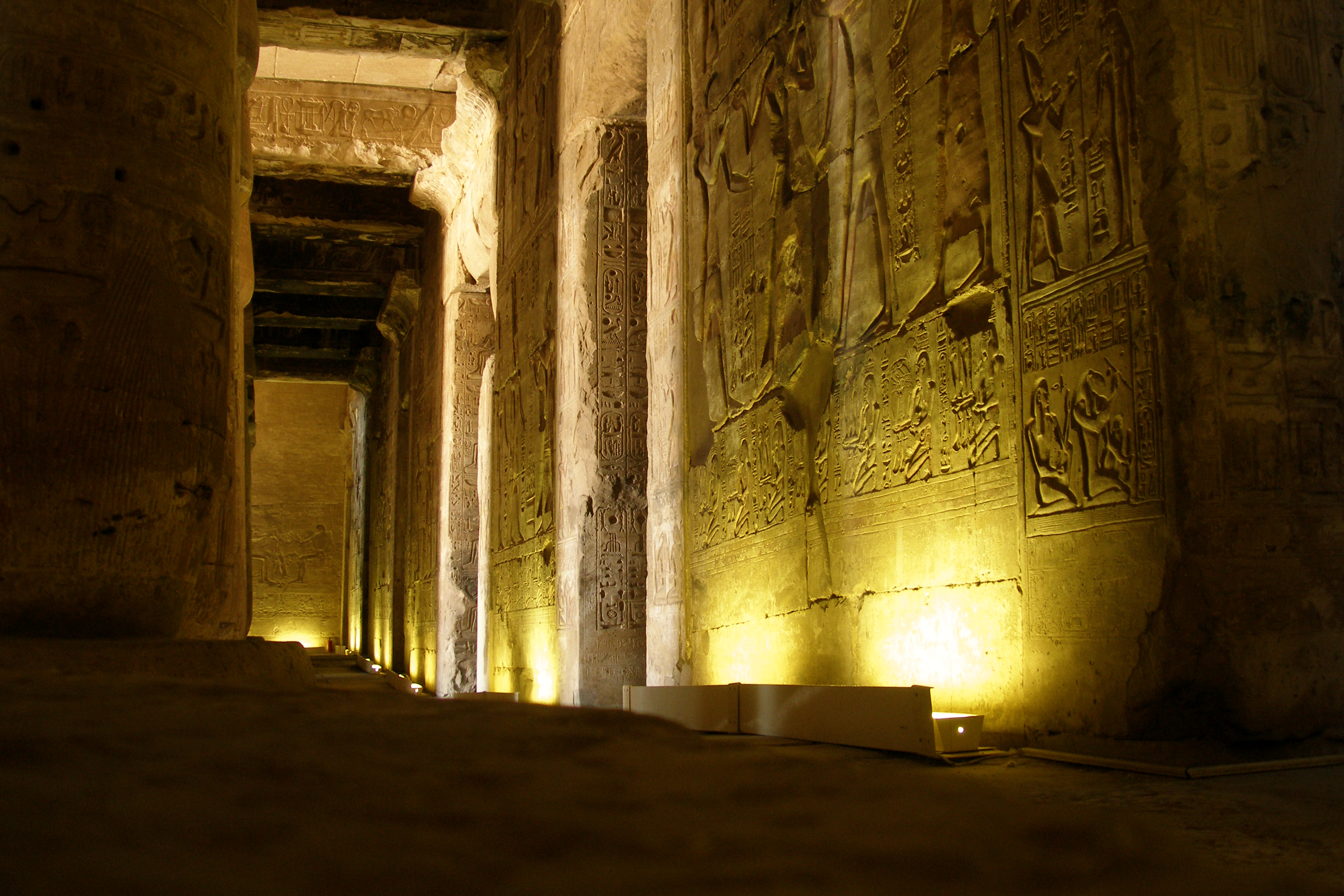
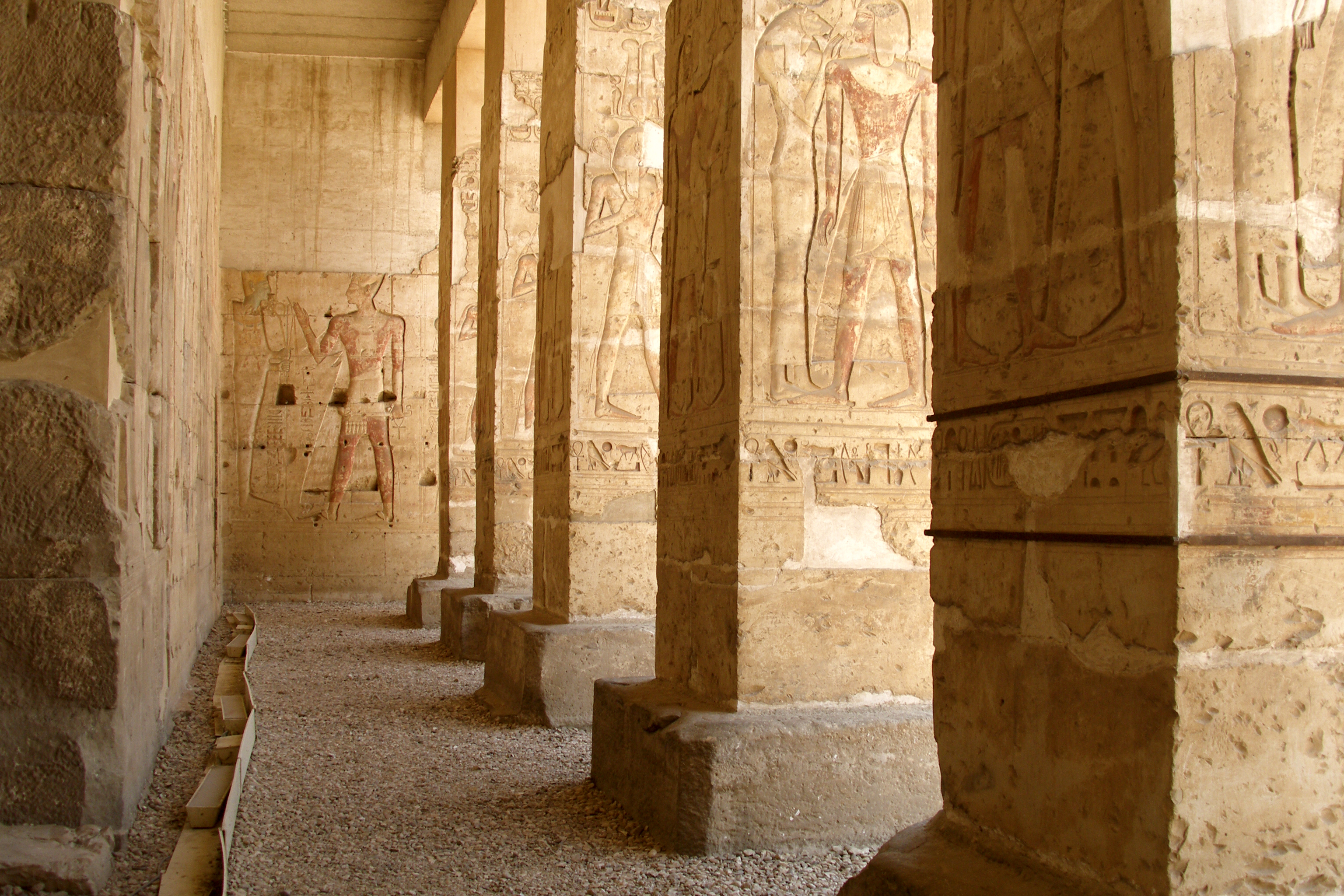
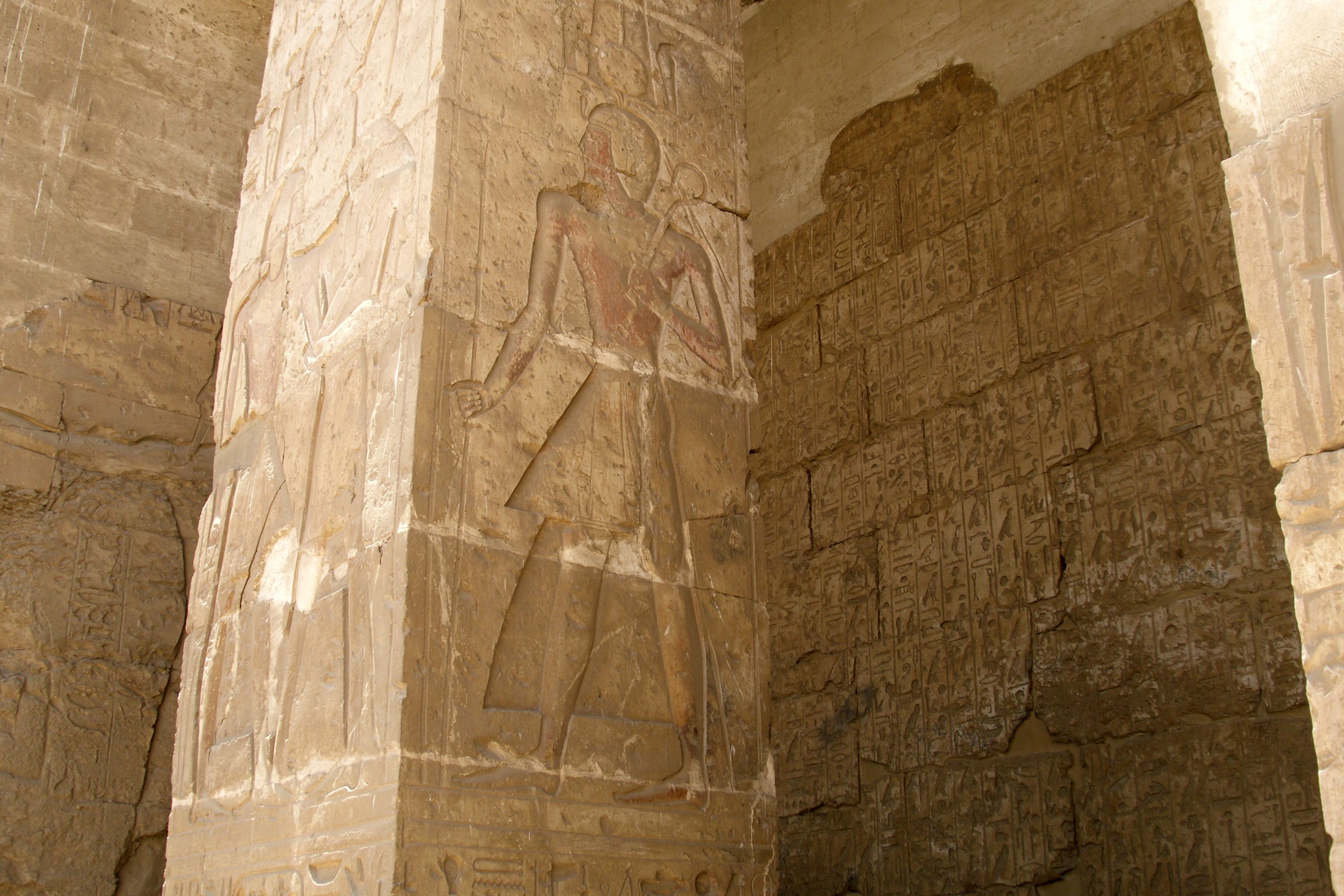
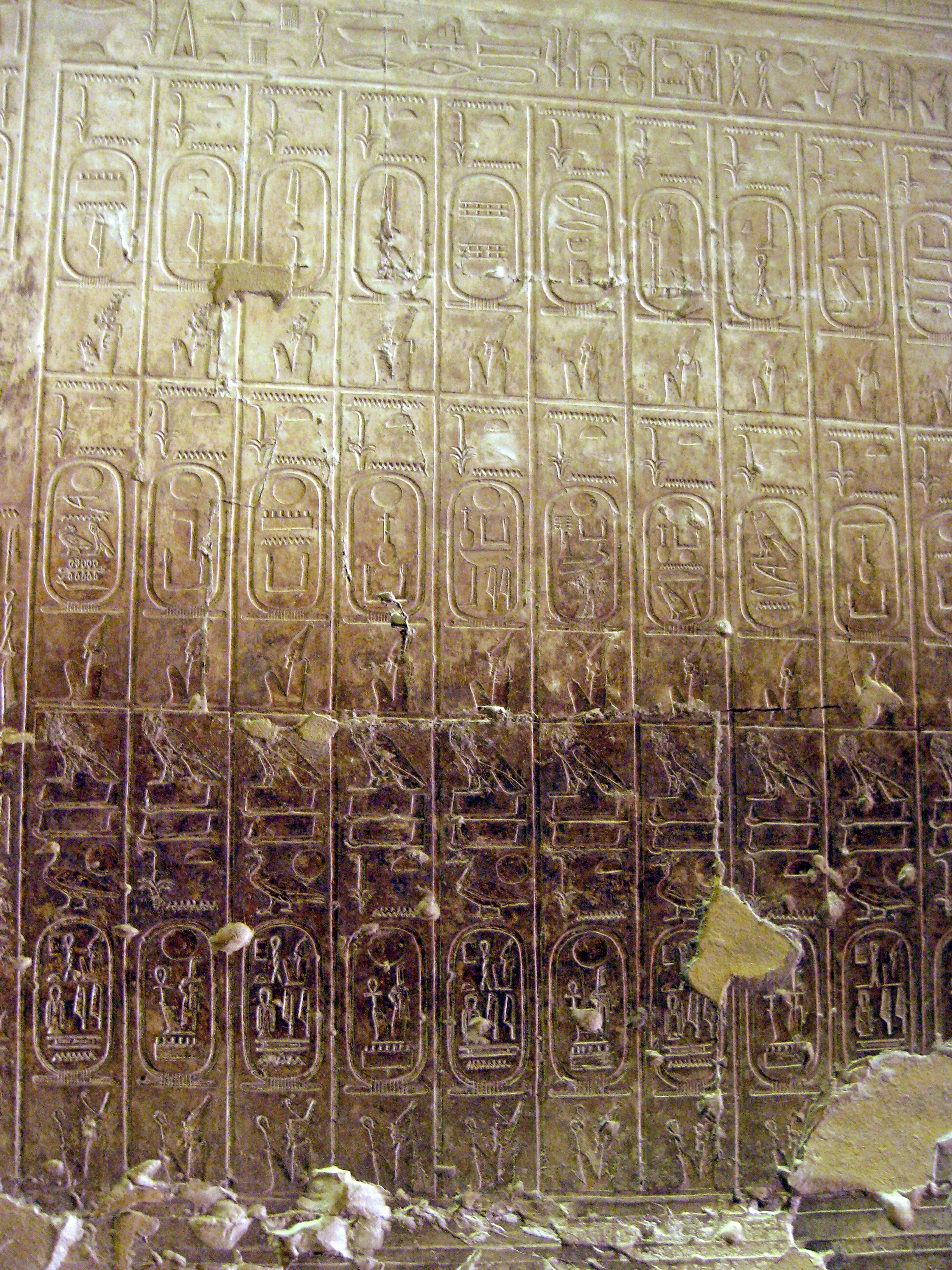
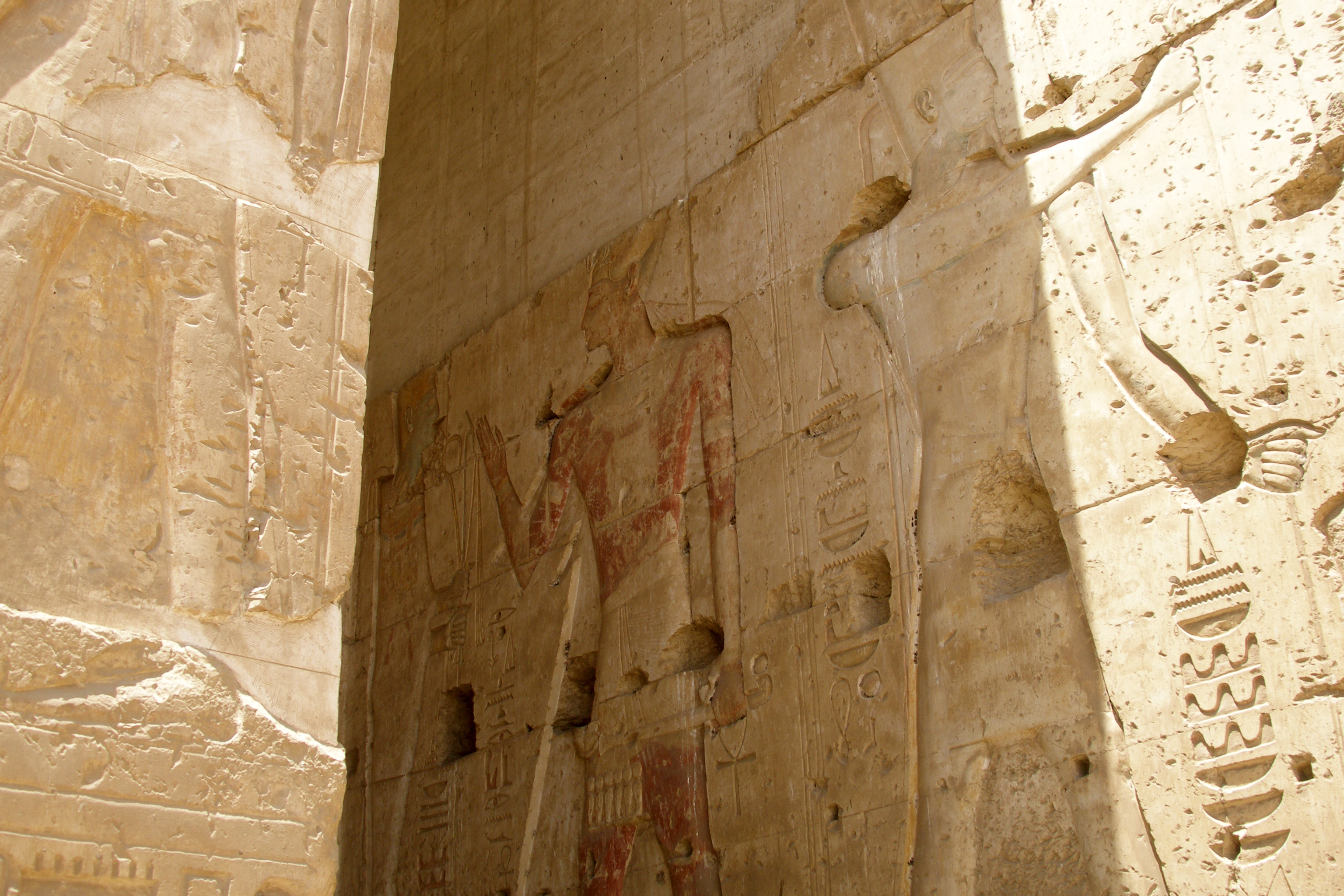
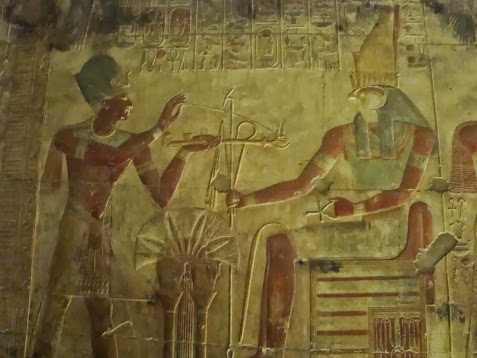
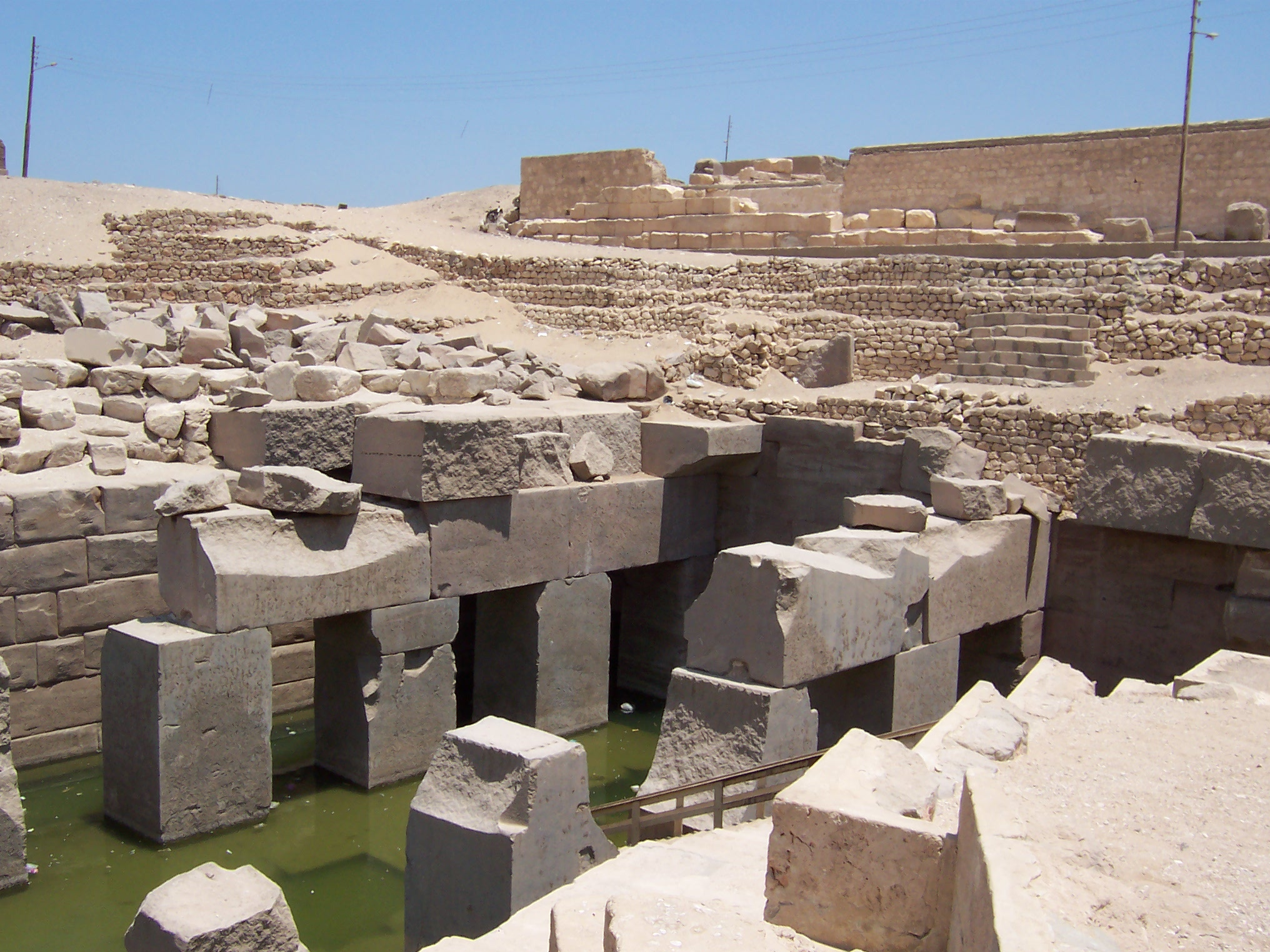
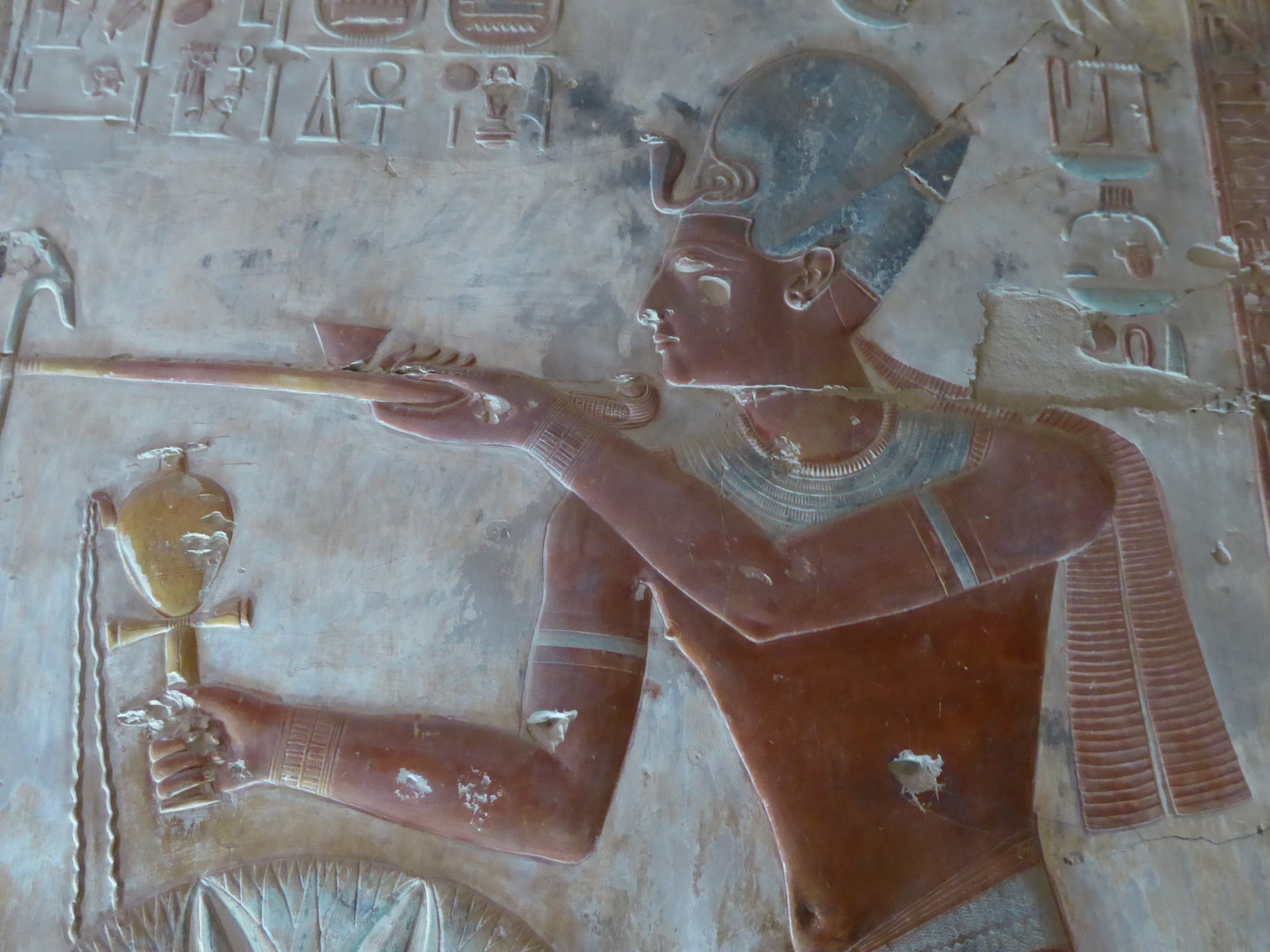
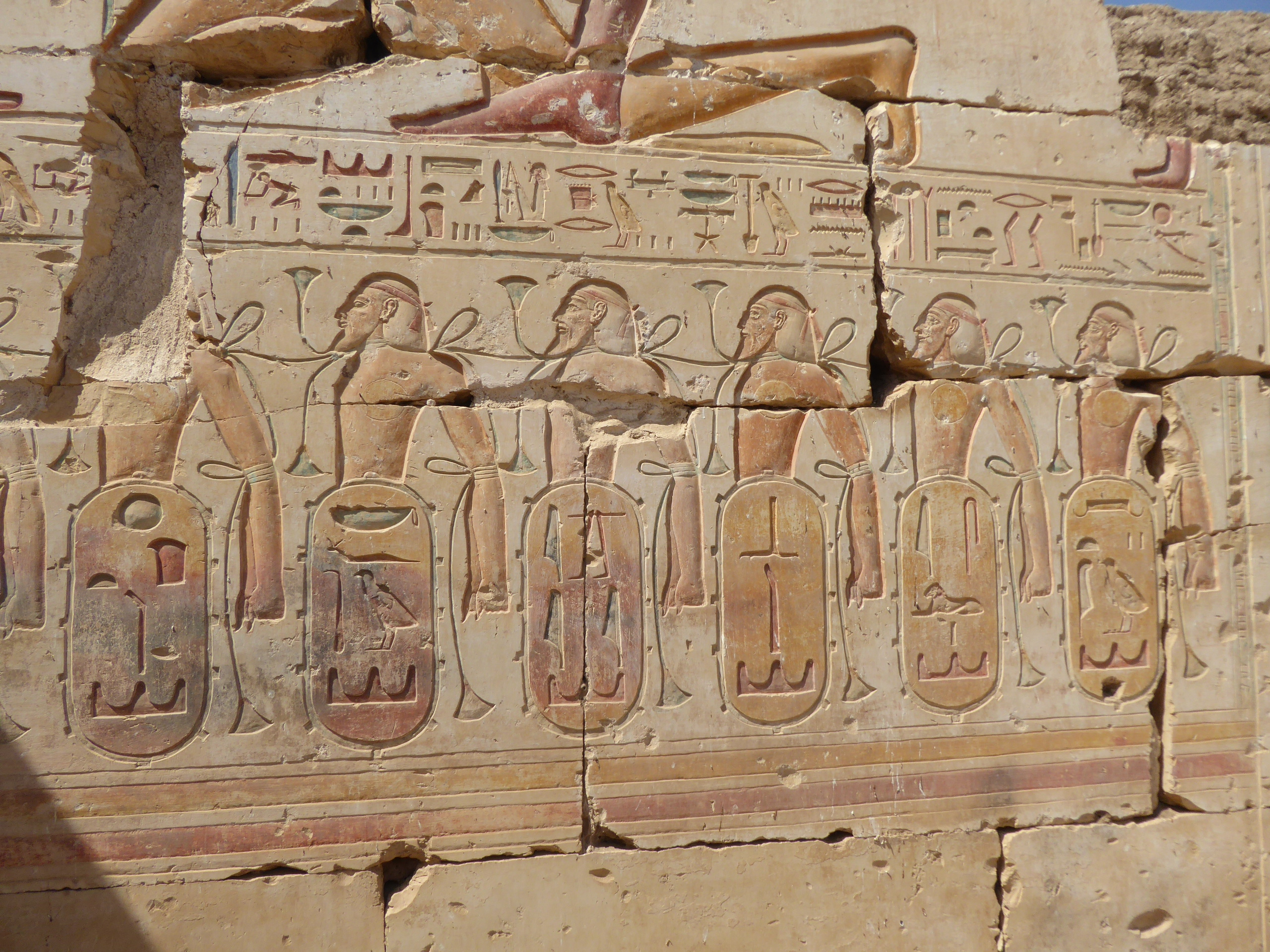
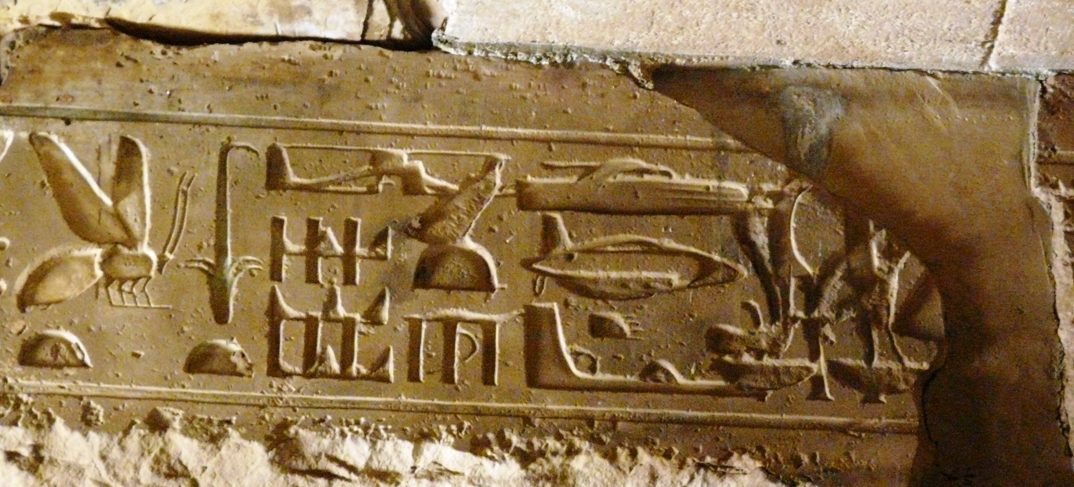
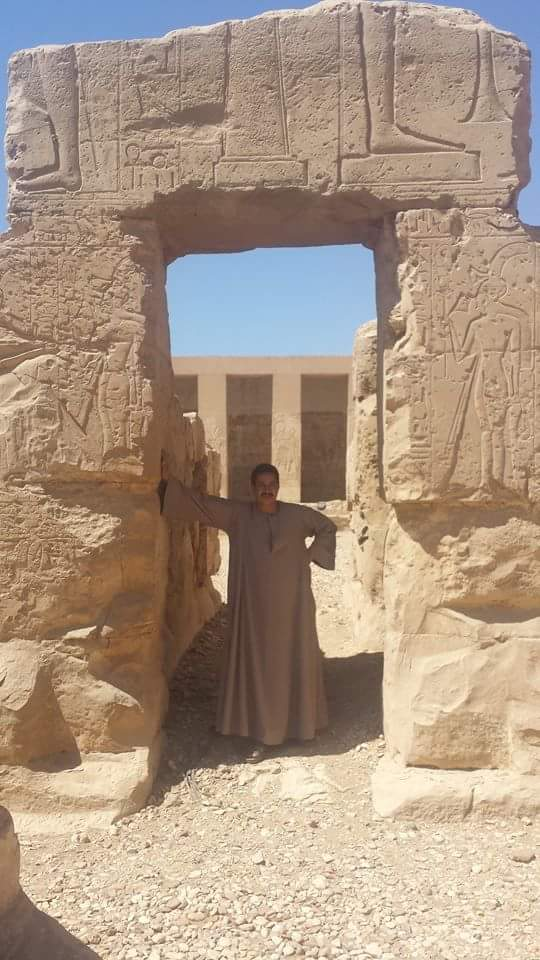
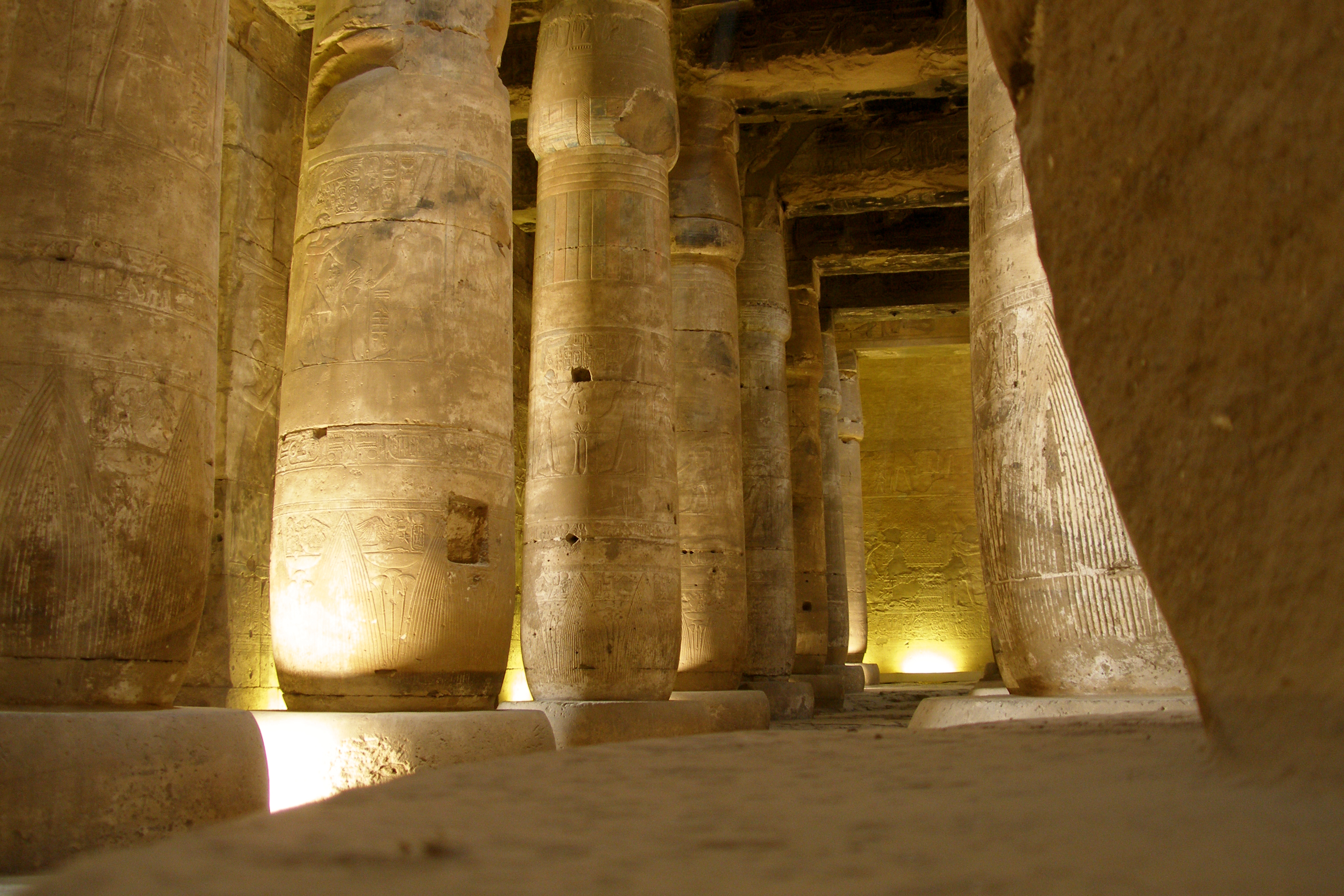
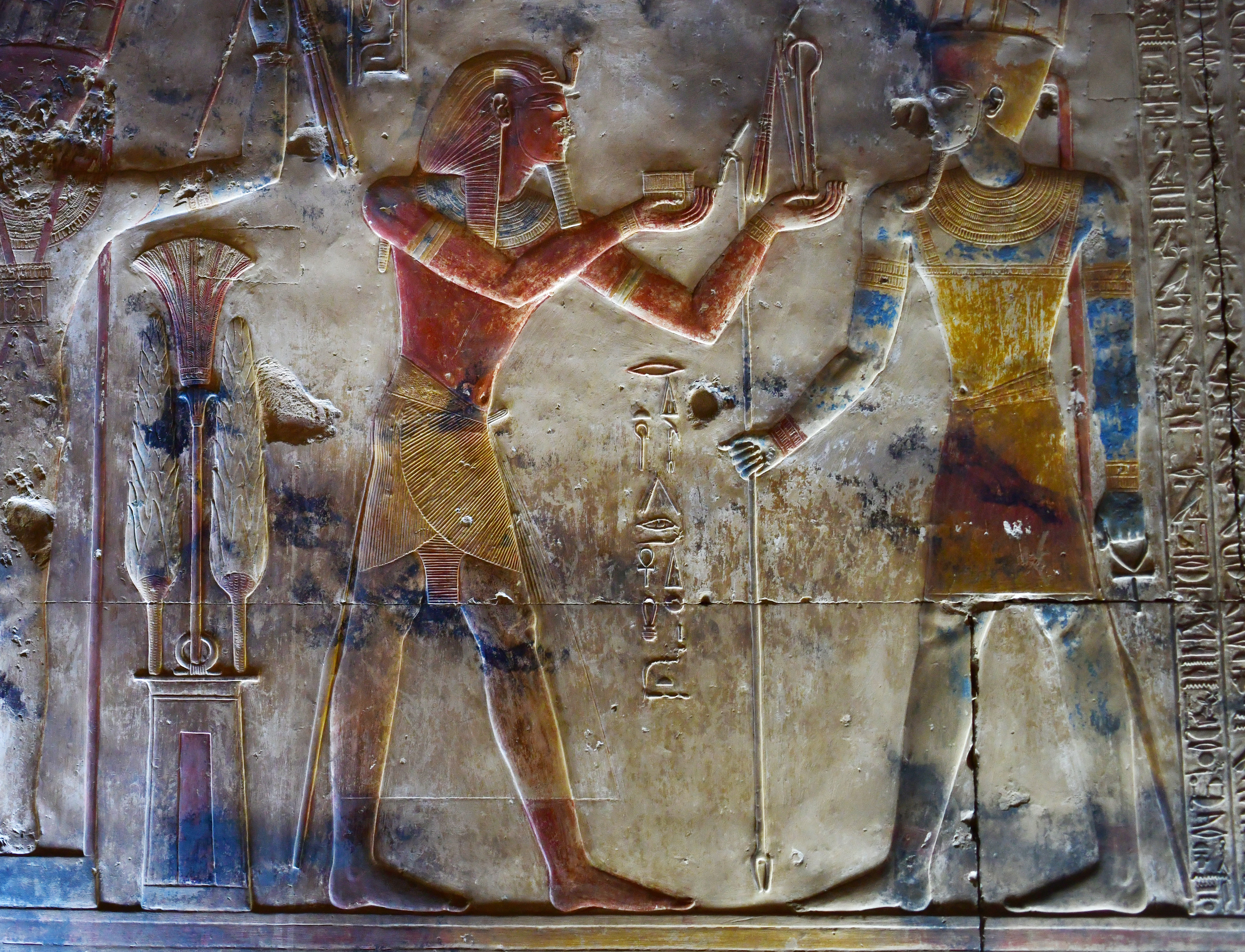
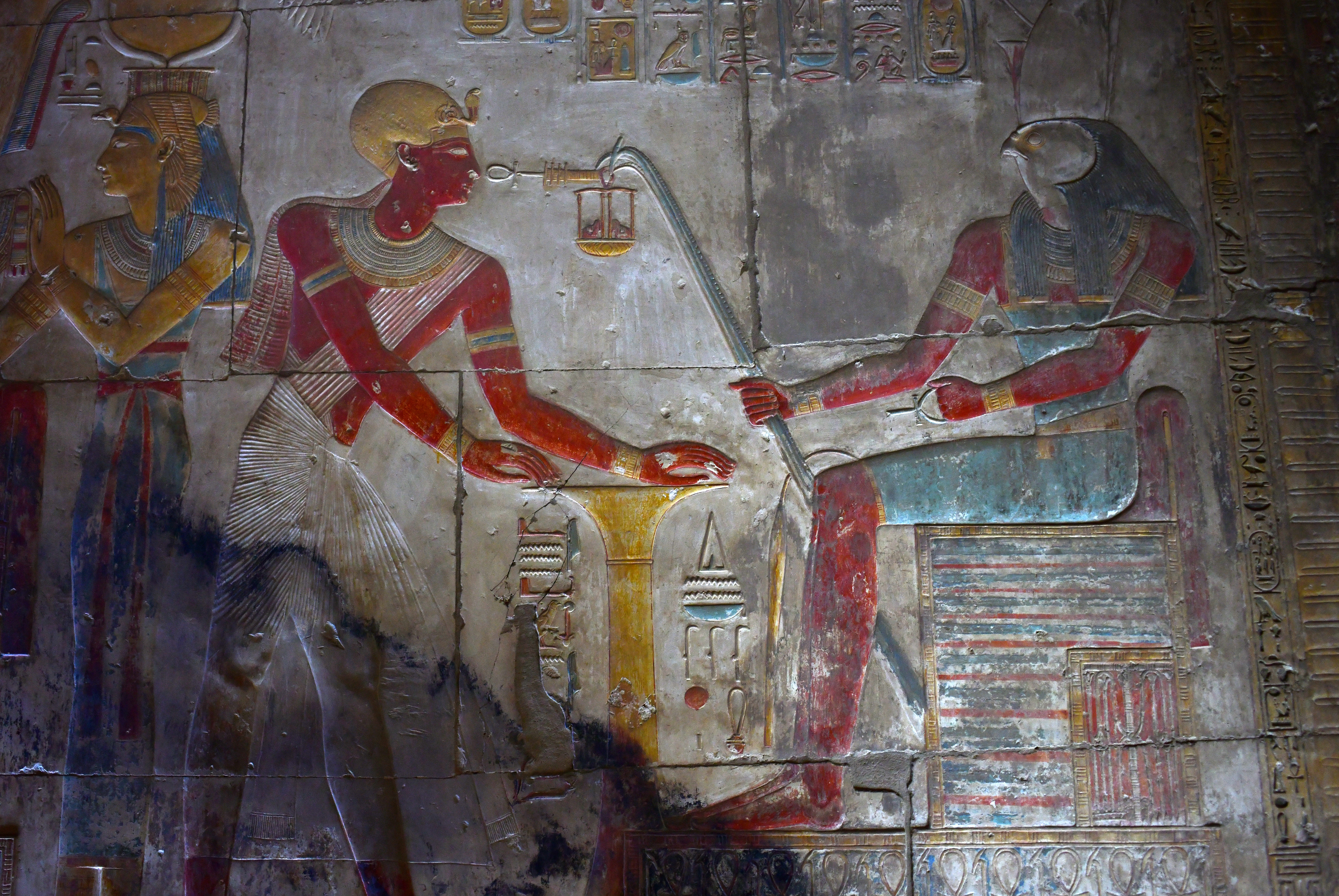
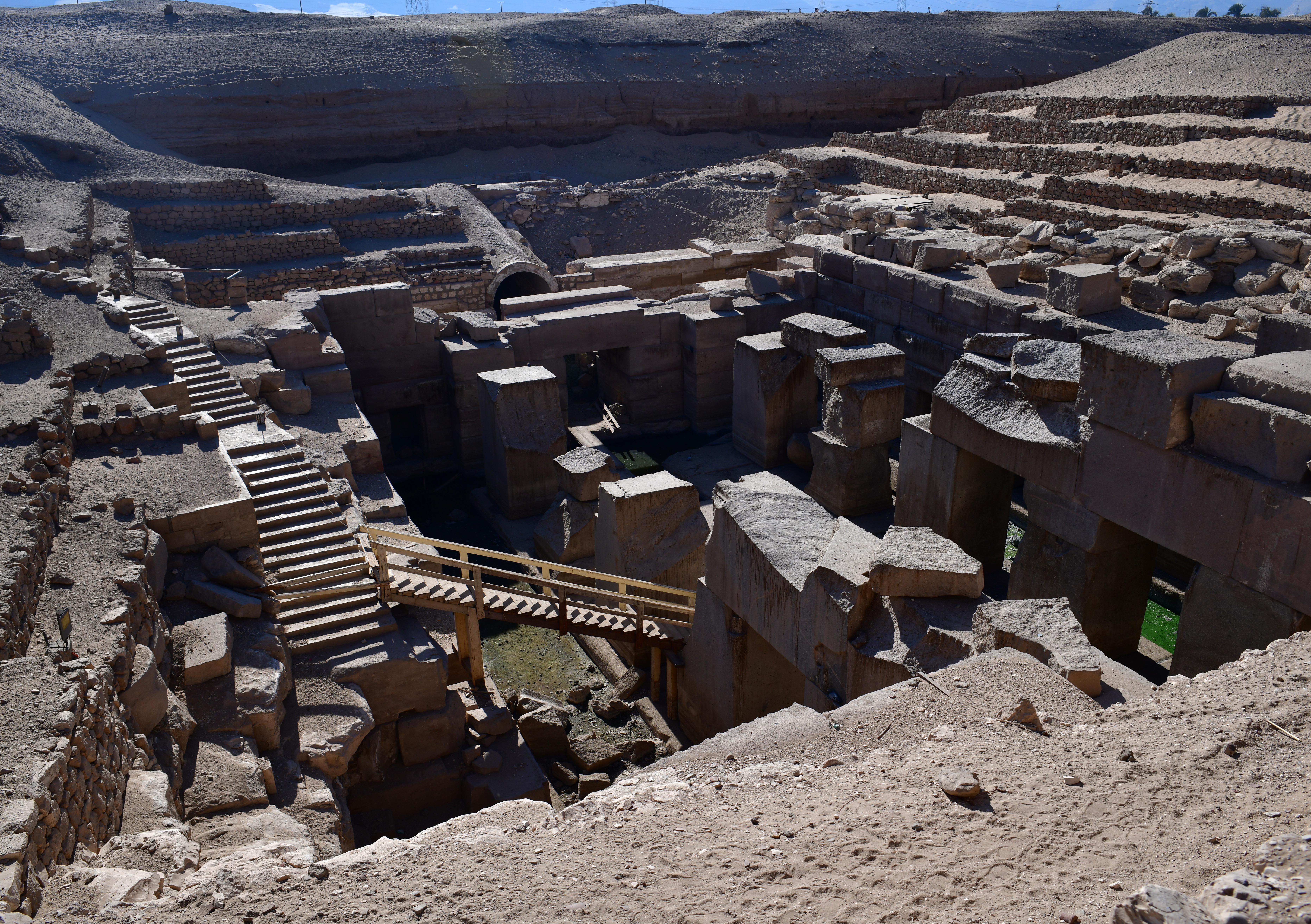
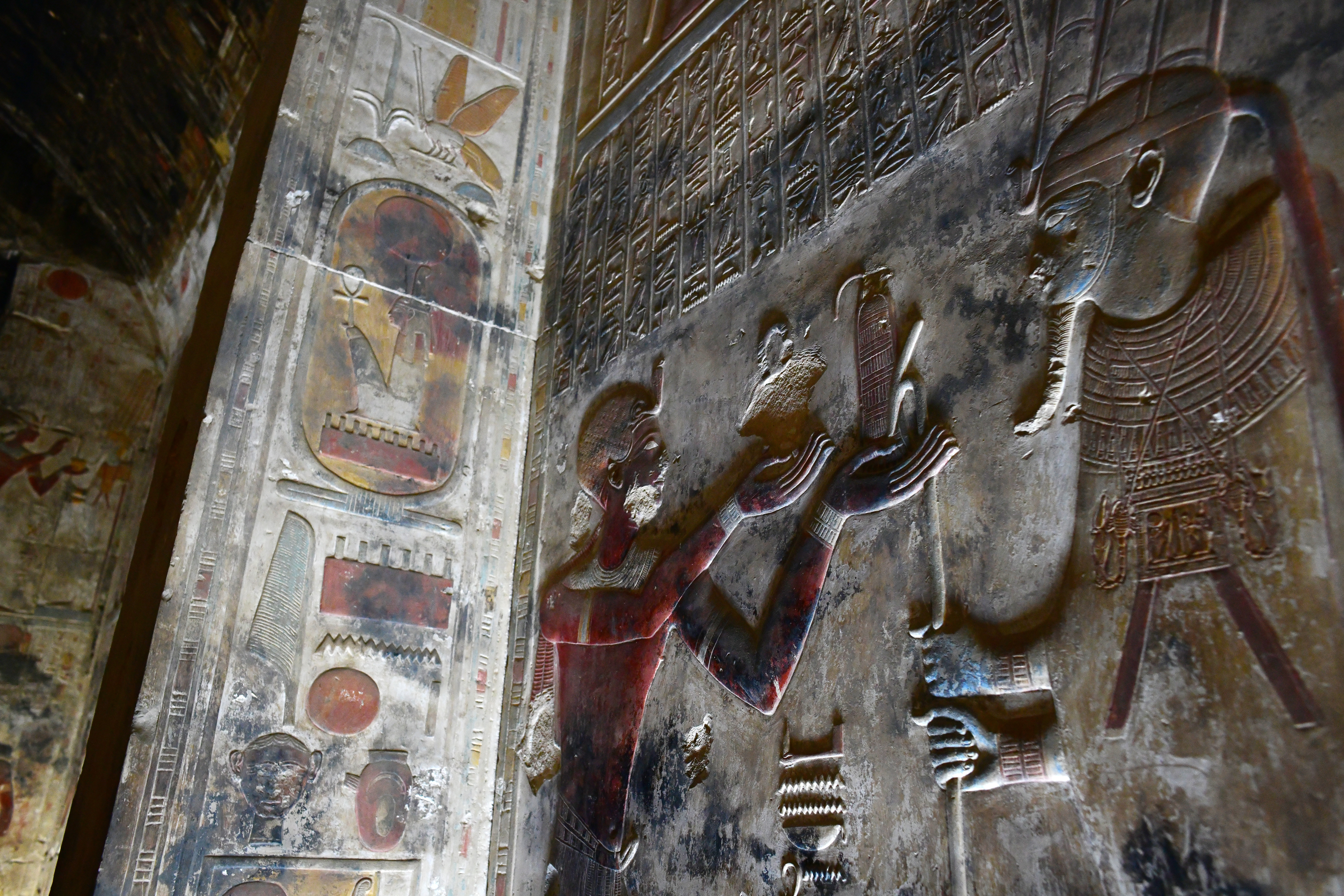
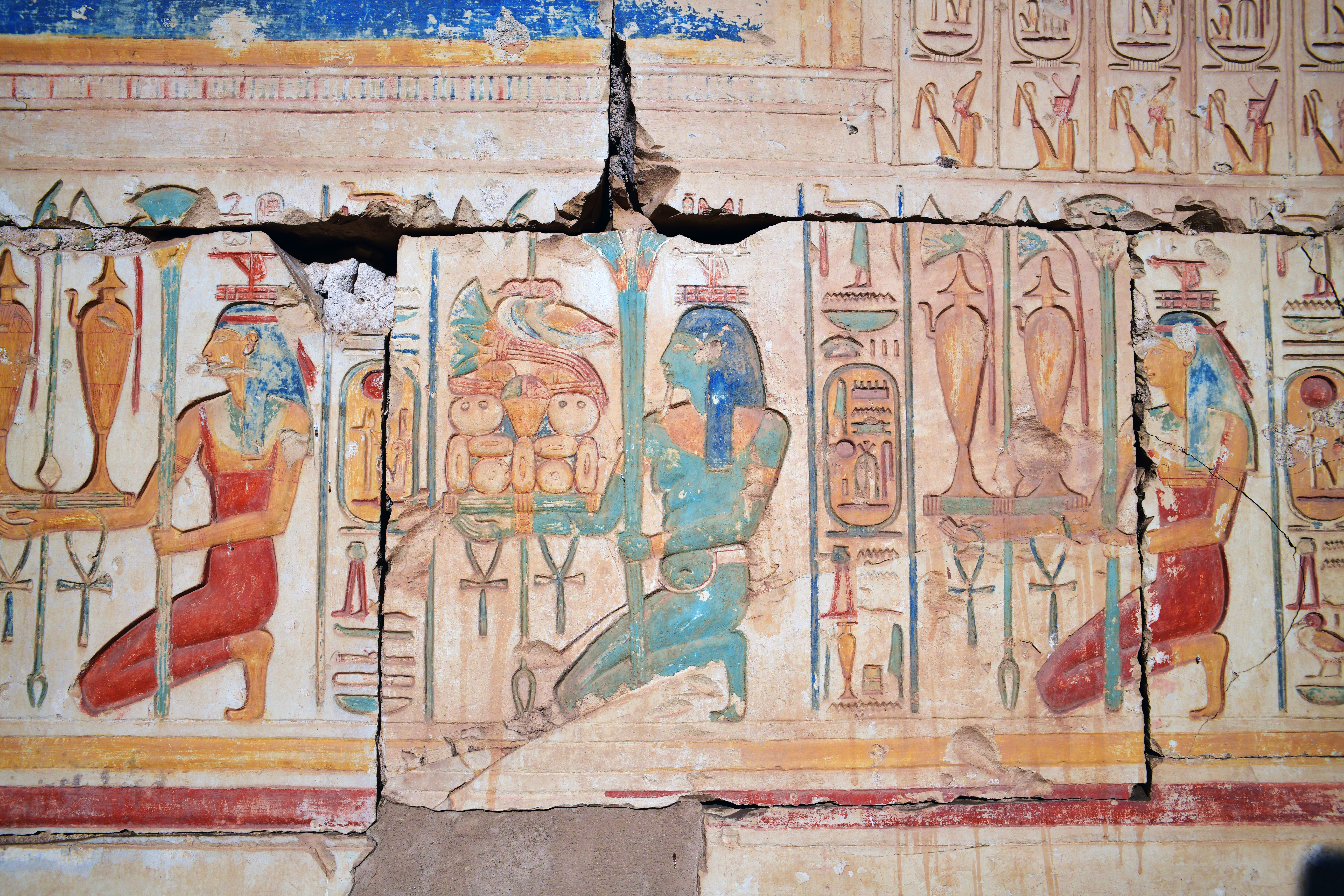
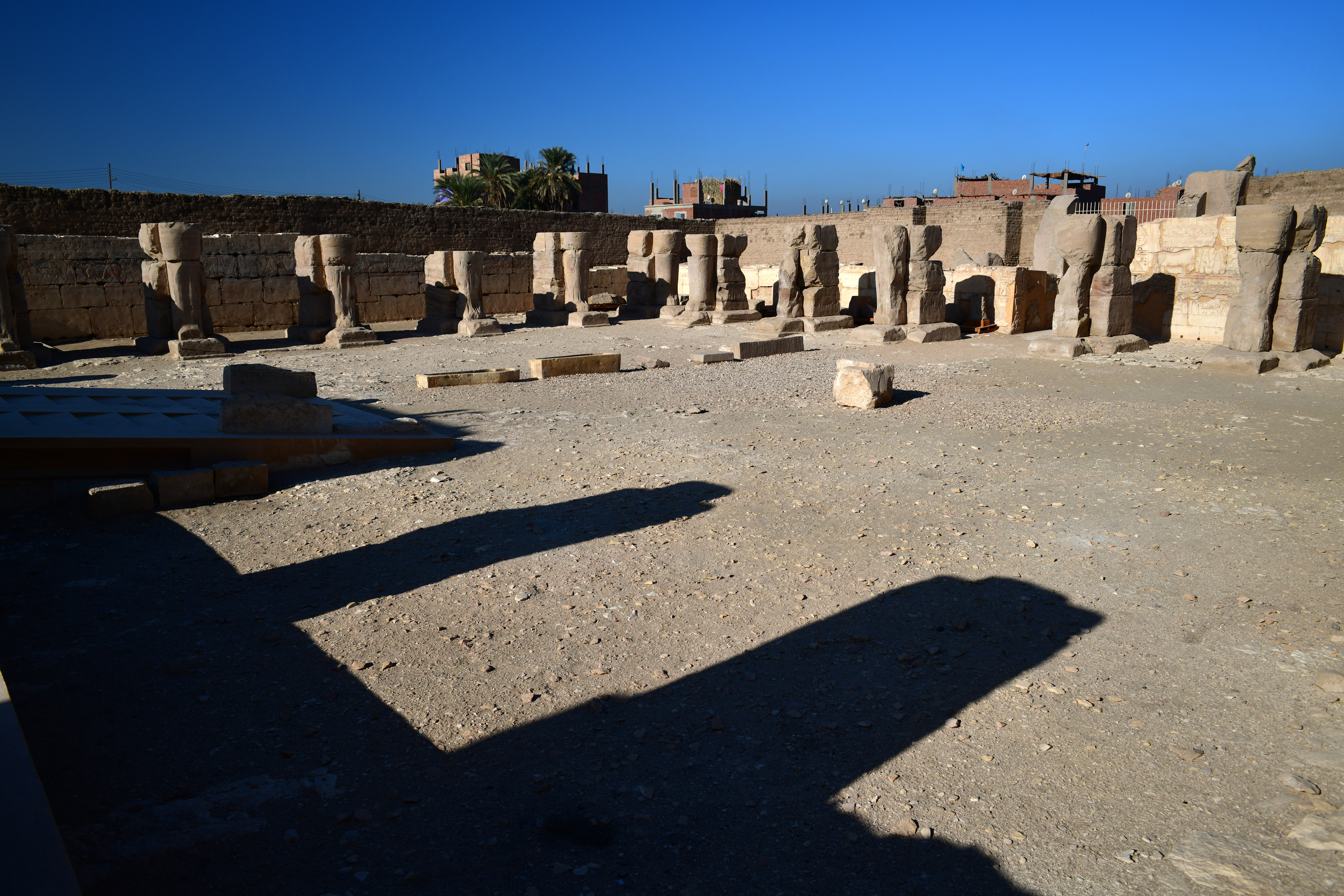
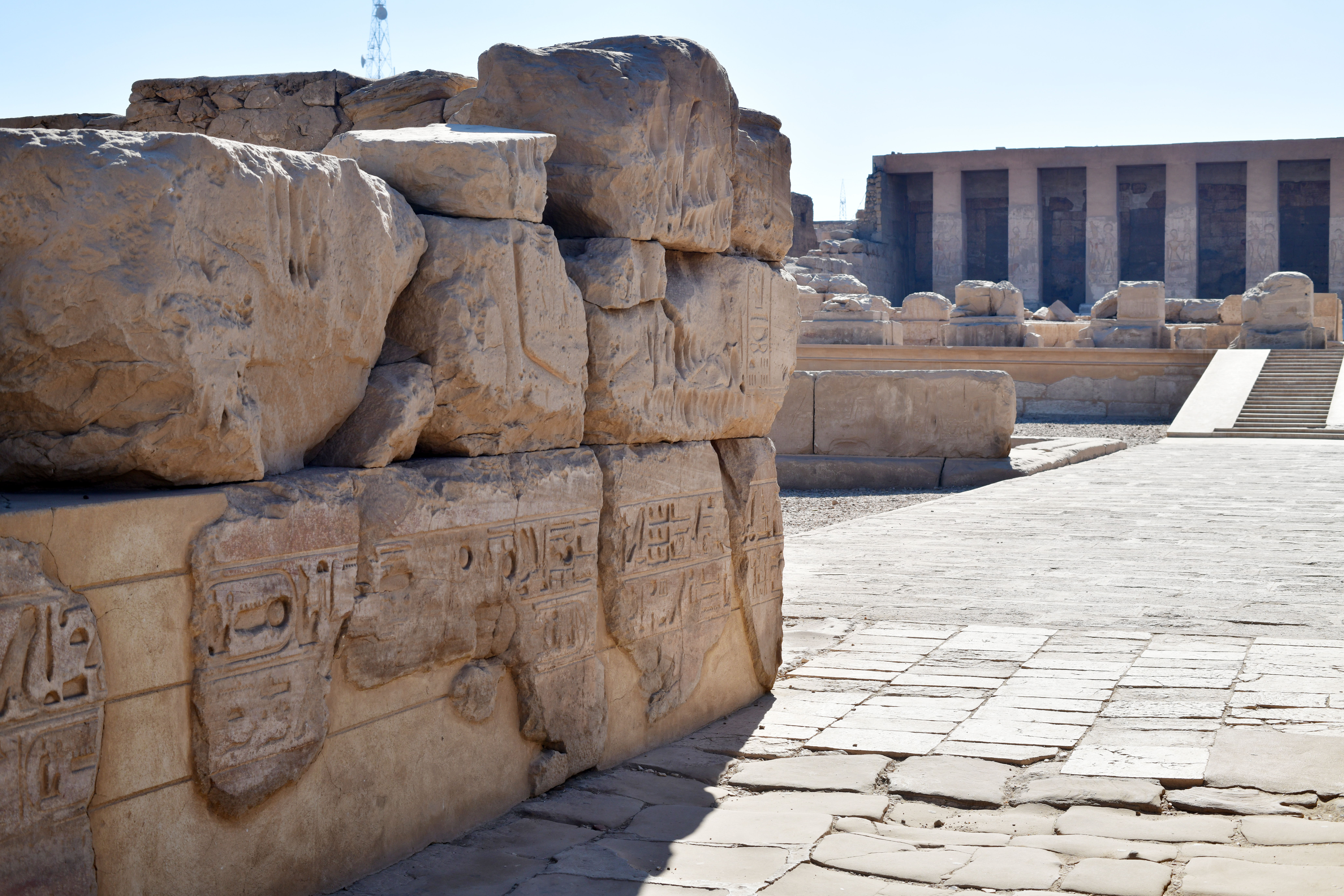
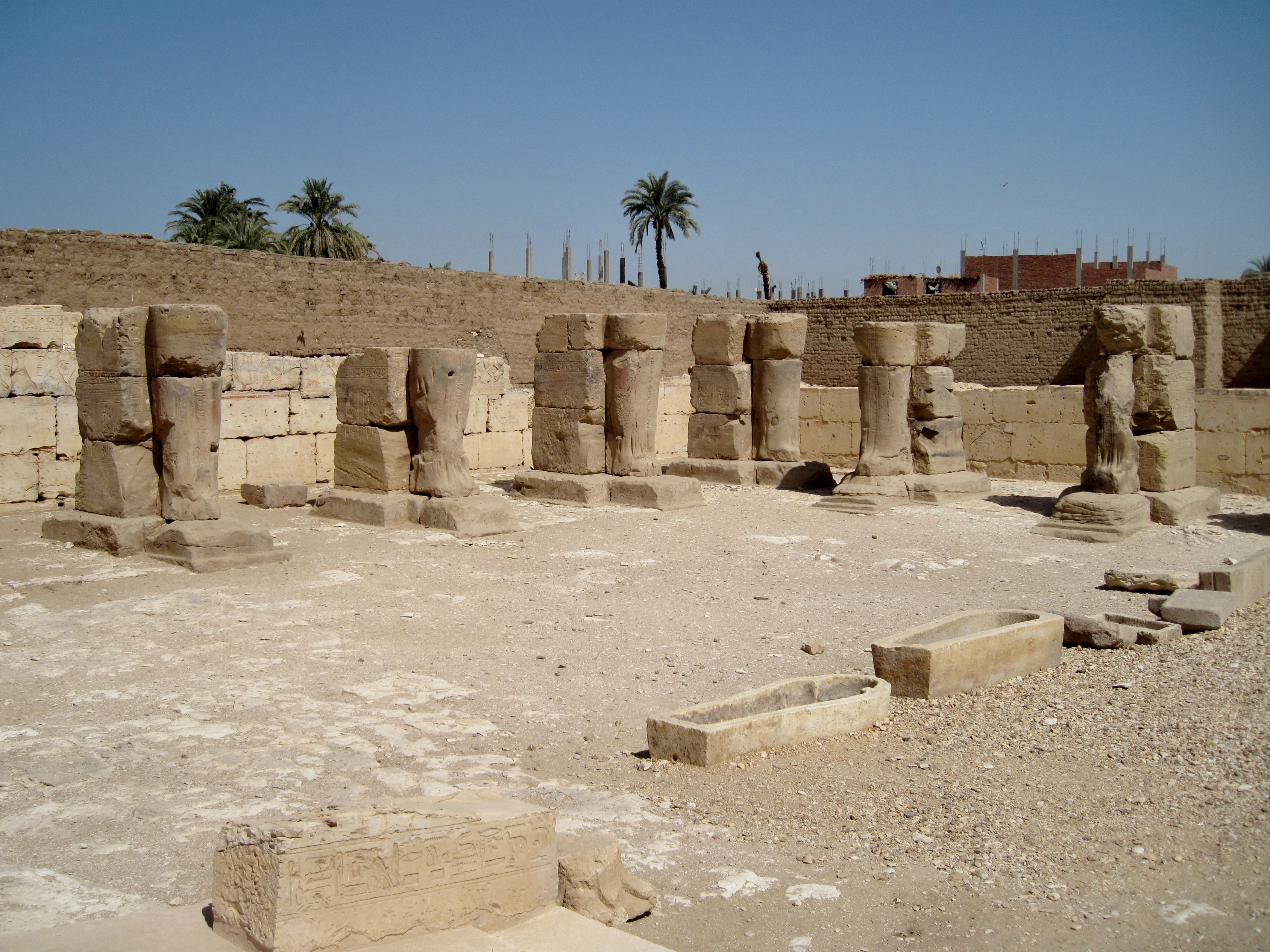
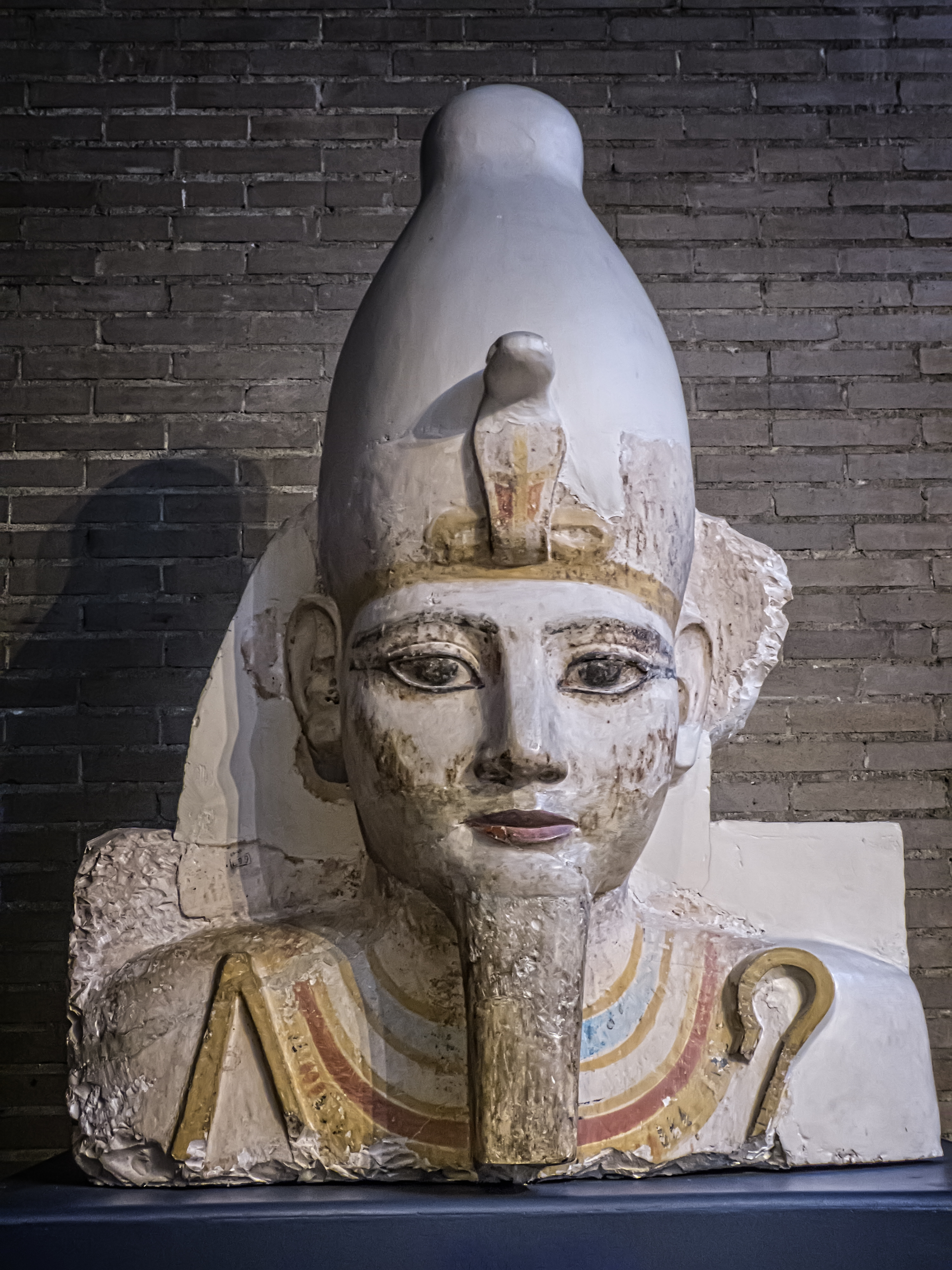
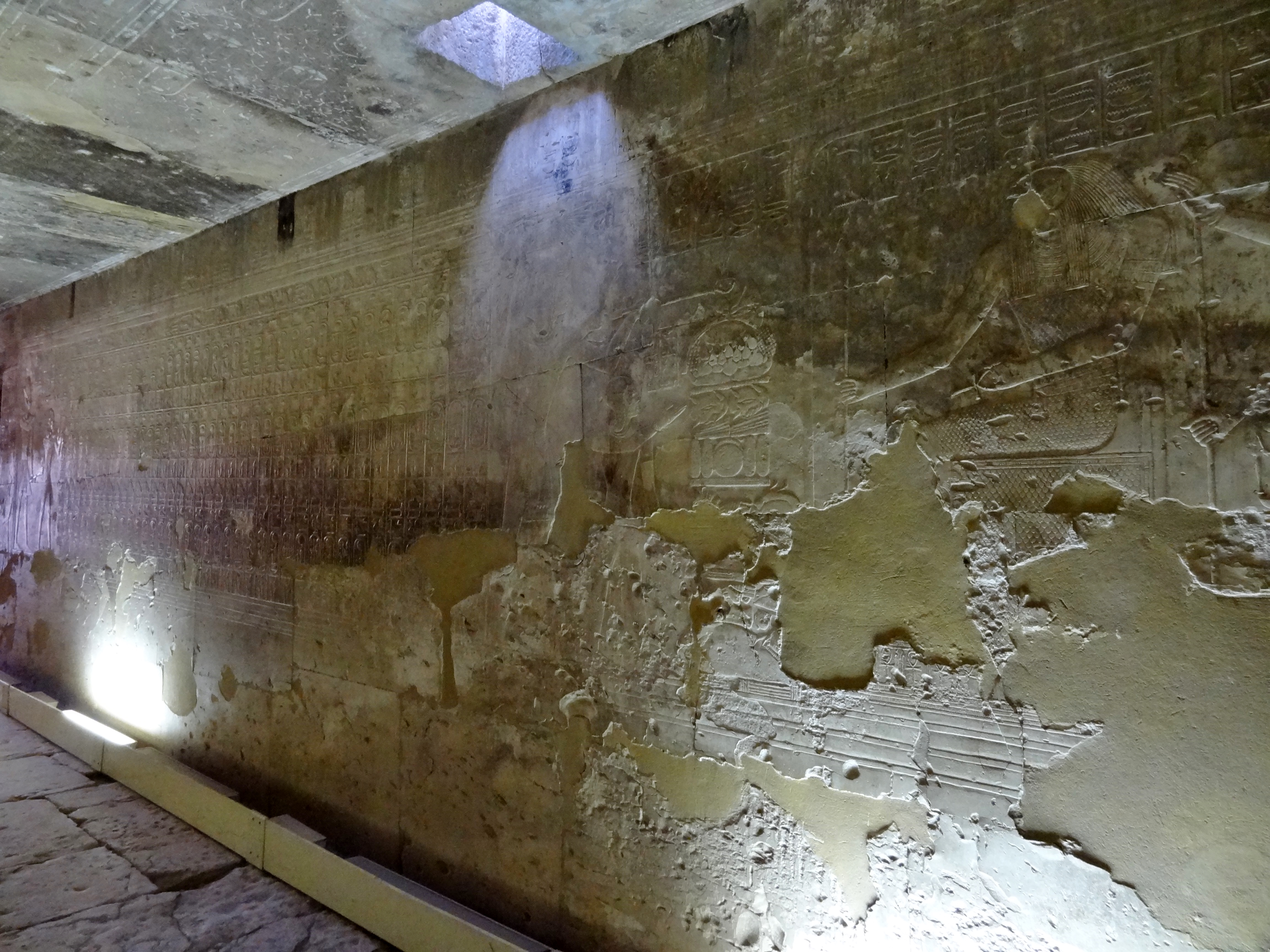
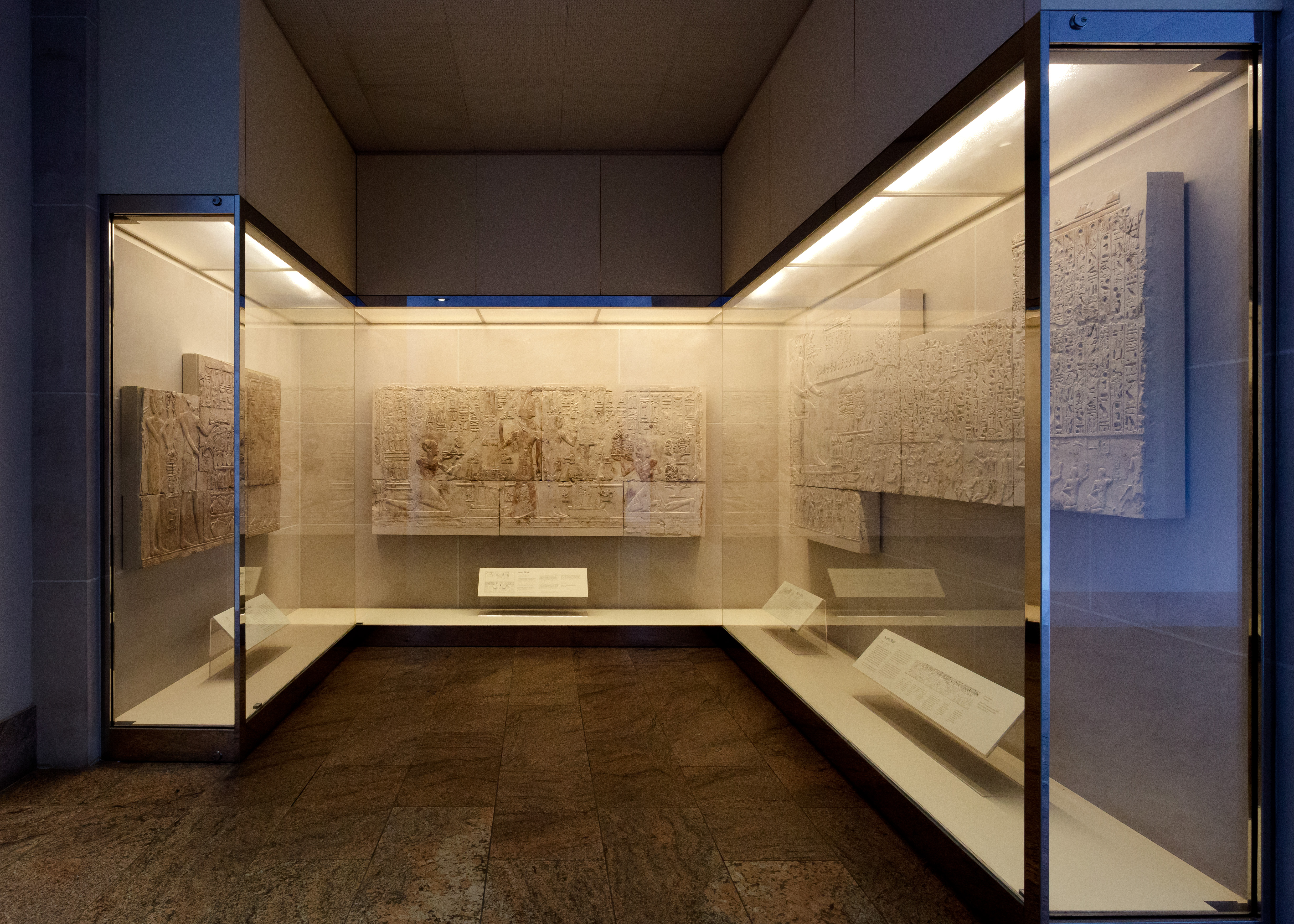